# Уильям Керр, 5-й маркиз Лотиан
Генерал Уильям Джон Керр, 5-й маркиз Лотиан (англ. William Kerr, 5th Marquess of Lothian; 13 марта 1737 — 4 января 1815) — британский аристократ и военный, с 1737 по 1767 год он был известен как лорд Ньюбаттл, а с 1767 по 1775 год — граф Анкрам.

## Биография
Родился 13 марта 1737 года. Единственный сын Уильяма Керра, 4-го маркиза Лотиана (1710—1775), и леди Кэролайн Луизы Дарси (? — 1778). Он получил образование в Итонском колледже.
12 апреля 1775 года после смерти своего отца Уильям Джон Керр унаследовал титул 5-го маркиза Лотиана и остальные родовые титулы.
В 1776 году лорд Лотиан был награжден Орденом Чертополоха. В 1777 году получил чин генерал-майора. С 1777 по 1789 — полковник 1-го конногвардейского полка. С 1778 по 1790 год — шотландский пэр-представитель в Палате лордов Великобритании. В 1782 году он получил чин генерал-лейтенанта. С 1796 года — генерал.
С 1798 по 1813 год — полковник 11-го драгунского полка, а с 1813 по 1815 год — полковник 2-го драгунского полка.

## Семья

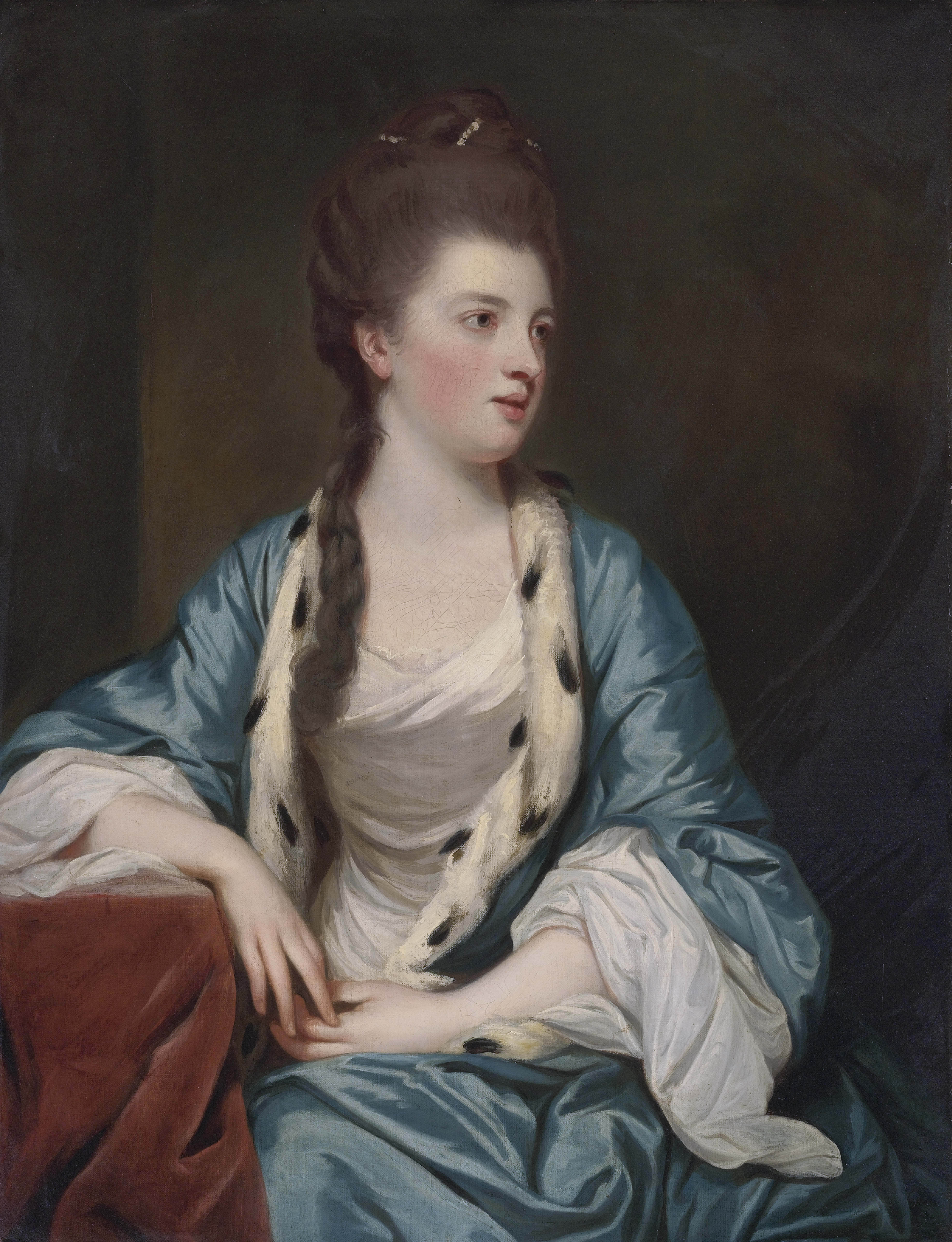
Элизабет Керр, маркиза Лотиан (1745—1780), жена Уильяма Керра, 5-го маркиза Лотиана. (Джошуа Рейнольдс, 1769 год)

15 июля 1762 года лорд Лотиан женился на Элизабет Фортескью (3 апреля 1745 — 30 сентября 1780, дочери Чичестера Фортескью (1718—1757) из Дромискена, графство Лаут, и Достопочтенной Элизабет Уэсли (? — 1752). У них было девять детей:
- Уильям Керр, 6-й маркиз Лотиан (4 октября 1763 — 27 апреля 1824), старший сын и преемник оцта
- Леди Элизабет Керр (2 сентября 1765 — 13 августа 1822), с 1795 года замужем за Джоном Дормером, 10-м бароном Дормером (1771—1826)
- Леди Кэролайн Сидни Керр (8 сентября 1766 — 24 января 1829)
- Леди Мэри Керр (5 декабря 1767 — 6 февраля 1791), с 1788 года замужем за генералом, достопочтенным Фредериком Сент-Джоном (1765—1844)
- Леди Луиза Керр (30 ноября 1768 — 23 июня 1819), которая в 1793 году вышла замуж за Артура Атерли (1772—1844)
- Леди Гарриет Керр (род. 12 октября 1770; умерла молодой)
- Лорд Чарльз Бошамп Керр (19 июля 1775 — 2 марта 1816), в 1799 году женился на Элизабет Крамп (? — 1830)
- Вице-адмирал лорд Марк Роберт Керр (12 ноября 1776 — 9 сентября 1840), в 1799 году женился на Шарлотте Макдоннелл, графине Антрим (1779—1835)
- Генерал-майор лорд Роберт Керр (14 сентября 1780 — 23 июня 1843), в 1806 году женился на Мэри Гилберт (? — 1861).

Лорд Лотиан был похоронен в приходской церкви Святого Андрея в Фарнхэме, графство Суррей, 19 января 1815 года.

## Титулатура
- 5-й маркиз Лотиан (с 12 апреля 1775)
- 6-й граф Лотиан (с 12 апреля 1775)
- 5-й граф Анкрам (с 12 апреля 1775)
- 7-й граф Анкрам (с 12 апреля 1775)
- 5-й виконт Бриен (с 12 апреля 1775)
- 6-й лорд Кер из Ньюбаттла (с 12 апреля 1775)
- 5-й лорд Керр из Ньюбаттла, Окснэма, Джедбурга, Долфинстоуна и Нисбета (с 12 апреля 1775)
- 7-й лорд Керр из Нисбета, Лангньютоуна и Долфинстоуна (с 12 апреля 1775)
- 8-й лорд Джедбург (с 12 апреля 1775)